# Нова села
Нова села (словен. Nova sela) је насељено место у општини Костел, регија Југоисточна Словенија, Словенија.

## Историја
До територијалне реорганизације у Словенији била су у саставу старе општине Кочевје.

## Становништво
У попису становништва из 2011. године, Нова села је имала 28 становника.
| Број становника према пописима | Број становника према пописима | Број становника према пописима |
| ------------------------------ | ------------------------------ | ------------------------------ |
| 1991                           | 2002                           | 2011                           |
| 32                             | 35                             | 28                             |